# La caja de arena
La caja de arena es una serie española de drama juvenil creada por Víctor Pedreira, Nùria Gago y Pedro Rodríguez Pérez, sobre una idea original de Pedro Rodríguez Pérez, para Neox y Atresplayer. Fue producida por Buendía Estudios y MKTG Spain y está protagonizada por Adrià Salazar, Álex Mola, Carla Domínguez, Pablo Riguero, Miguel Fernández y Pooky Jongen. Se estrenó en ambas vías el 26 de noviembre de 2023.

## Trama
La serie narra la historia de un caso de acoso escolar a lo largo de varias semanas, a través de los distintos puntos de vista de los seis jóvenes implicados en el caso - hasta culminar en un intento de suicidio de la víctima saltando desde lo alto de un edificio.

## Reparto

### Reparto principal
- Adrià Salazar como Carlos
- Álex Mola como Dani
- Carla Domínguez como Irene
- Pablo Riguero como Aarón
- Miguel Fernández como Samu
- Pooky Jongen como Joana

### Reparto secundario
- Núria Gago
- Leticia Dolera
- Jordi Aguilar
- Rocío Muñoz-Cobo
- Teresa Rabal

## Capítulos
| N.º | Título   | Dirigido por  | Escrito por                                         | Fecha de emisión original | Audiencia (millones) |
| --- | -------- | ------------- | --------------------------------------------------- | ------------------------- | -------------------- |
| 1   | «Carlos» | Daniel Romero | Víctor Pedreira, Núria Gago y Pedro Rodríguez Pérez | 26 de noviembre de 2023   | —                    |
| 2   | «Dani»   | Daniel Romero | Víctor Pedreira, Núria Gago y Pedro Rodríguez Pérez | 26 de noviembre de 2023   | —                    |
| 3   | «Irene»  | Daniel Romero | Víctor Pedreira, Núria Gago y Pedro Rodríguez Pérez | 3 de diciembre de 2023    | —                    |
| 4   | «Aarón»  | Daniel Romero | Víctor Pedreira, Núria Gago y Pedro Rodríguez Pérez | 3 de diciembre de 2023    | —                    |
| 5   | «Joana»  | Daniel Romero | Víctor Pedreira, Núria Gago y Pedro Rodríguez Pérez | 10 de diciembre de 2023   | —                    |
| 6   | «Samu»   | Daniel Romero | Víctor Pedreira, Núria Gago y Pedro Rodríguez Pérez | 10 de diciembre de 2023   | —                    |

## Producción
En julio de 2023, Atresmedia Televisión anunció que había comenzado el rodaje de la serie juvenil La caja de arena, producida por su subsidiaria Buendía Estudios y la agencia de marketing MKTG Spain, para Neox y Atresplayer. Adrià Salazar, Álex Mola, Carla Rodríguez, Pablo Riguero, Miguel Fernández y la debutante Pooky Jongen fueron anunciados como los actores jóvenes protagonistas, mientras que Núria Gago (quien también ejerce de cocreadora y coguionista), Leticia Dolera, Jordi Aguilar, Rocío Muñoz-Cobo y Teresa Rabal fueron confirmados como parte del elenco adulto.

## Lanzamiento
El 10 de noviembre de 2023, Atresmedia anunció que La caja de arena se estrenaría en Neox y Atresplayer el 26 de noviembre de 2023.